# Neue Weltordnung (Verschwörungstheorie)

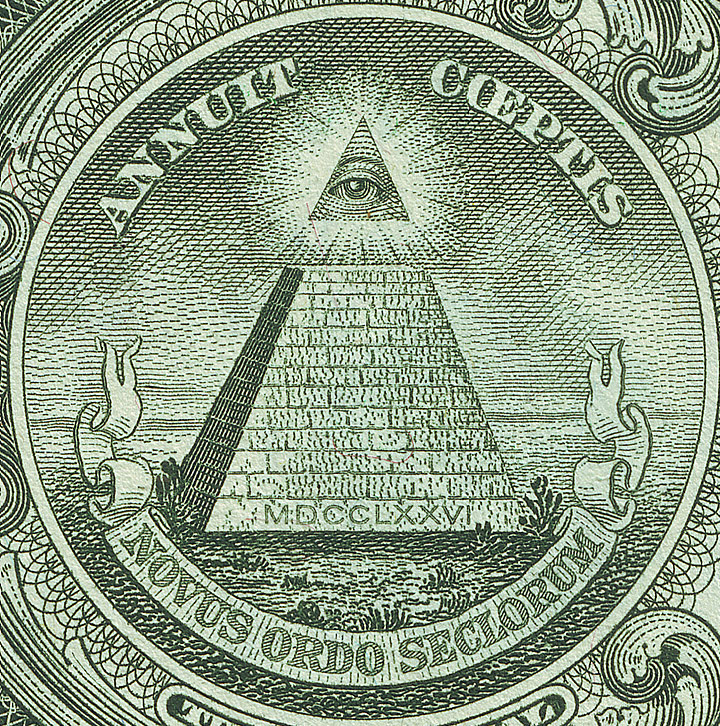
Dieses Bildelement der Ein-Dollar-Note zeigt eine 13-stufige, unvollständige Pyramide, über der das Auge der Vorsehung prangt. Unterhalb der Pyramide steht „Novus ordo seclorum“, was als Indiz einer Verschwörung mit dem Ziel interpretiert wird, eine „Neue Weltordnung“ zu etablieren.

Als Neue Weltordnung (englisch New World Order) wird in verschiedenen Verschwörungstheorien das angebliche Ziel von Eliten und Geheimgesellschaften bezeichnet, eine autoritäre, supranationale Weltregierung zu errichten. Solche Theorien wurden zu Beginn der 1990er Jahre in den Vereinigten Staaten populär. Verbreitet werden sie vor allem von christlich-fundamentalistischen, rechten und esoterischen Autoren. Ob die Verwendung des Begriffs in der globalisierungskritischen Linken ebenfalls als verschwörungstheoretisch einzustufen ist, ist umstritten.

## Entstehung

### Ende des Kalten Krieges
Die weite Verbreitung der Vorstellung, die gesellschaftlichen Eliten würden insgeheim an einer „Neuen Weltordnung“ arbeiten, geht auf den politischen Diskurs der USA in den frühen 1990er Jahren zurück. Nach dem Ende des Kalten Krieges und dem Zerfall der Sowjetunion war die Vorstellung verbreitet, nun breche ein neues Zeitalter an. Der amerikanische Politikwissenschaftler Francis Fukuyama stellte 1989 die These auf, das Ende der Geschichte sei gekommen: Der demokratische, marktwirtschaftlich verfasste Liberalismus habe endgültig gesiegt, es gebe keine globalen Gegensätze mehr, die eine Weiterentwicklung der Geschichte antreiben könnten. In ähnlichem Sinne äußerte sich der amerikanische Präsident George Bush während des Zweiten Golfkriegs. Am 29. Januar 1991 sagte er in seiner zweiten State of the Union Address vor beiden Häusern des Kongresses:

“What is at stake is more than one small country; it is a big idea: a new world order, where diverse nations are drawn together in common cause to achieve the universal aspirations of mankind – peace and security, freedom, and the rule of law. Such is a world worthy of our struggle and worthy of our children's future.”

„Es geht um mehr als nur um ein kleines Land; es ist eine große Idee: eine neue Weltordnung, wo unterschiedliche Nationen zusammenrücken im gemeinsamen Ziel, die universalen Hoffnungen der Menschheit zu erreichen – Frieden und Sicherheit, Freiheit und Rechtsstaatlichkeit. Dies ist eine Welt, die es wert ist, dass wir für sie kämpfen, und die es wert ist, die Zukunft unserer Kinder zu sein.“

Das Schlagwort von der „Neuen Weltordnung“ geht auf die Zeit des Ersten Weltkriegs zurück, als die von Präsident Woodrow Wilson formulierten Vierzehn Punkte, in der ein Völkerbund effektiv kollektive Sicherheit gewährleisten sollte, als Ausdruck einer „neuen Weltordnung“ interpretiert wurden. H.G. Wells hatte 1940 ein Buch unter diesem Titel veröffentlicht, und Bush hatte die Formulierung in einer Rede am 11. September 1990 benutzt. Ab 1991 wurde sie von Evangelikalen und christlichen Fundamentalisten sowie von Anhängern der konspirationistischen politischen Rechten als Beweis dafür aufgegriffen, dass die Regierung der Vereinigten Staaten selbst Teil einer Verschwörung mit dem Ziel wäre, die Freiheitsrechte ihrer Bürger abzuschaffen. Dies schien ihnen insofern plausibel, als Bush als Mitglied von Skull and Bones und als ehemaliger Direktor der CIA bereits wiederholt mit Geheimgesellschaften assoziiert worden war. In der rechtsradikalen John Birch Society hatte man schon seit ihrer Gründung 1958 immer wieder vor einer „Neuen Weltordnung“ unter kommunistischem Vorzeichen gewarnt. Mit dem Zusammenbruch der Sowjetunion und dem Ende des Kalten Krieges schienen all diese Prognosen falsifiziert zu sein. Um ihr eingewurzeltes Denken in klar definierten Freund-Feind-Kategorien beibehalten zu können, wechselte die Verschwörungstheorie vom Antikommunismus, der den Feind hauptsächlich außerhalb der USA gesehen hatte, auf die Bekämpfung der eigenen Regierung über. Der amerikanische Kommunikationswissenschaftler Charles J. Stewart erklärt die Leichtigkeit dieses Themenwechsels damit, dass der Kommunismus für die John Birch Society bereits seit den 1960er Jahren Teil einer größeren Verschwörung gewesen sei, die angeblich für den Ausbau der Staatsgewalt („Big Government“), für Kollektivismus und Globalisierung arbeite. Insofern habe sie, ohne ihr zentrales Narrativ aufgeben zu müssen, den Zusammenbruch des internationalen Kommunismus als bloßen Taktikwechsel auf dem Weg zur angeblich weiterhin drohenden „one-world tyranny“ deuten können.
Dass die Vorstellung, es drohe eine „Neue Weltordnung“, zu Beginn der 1990er Jahre auch im amerikanischen evangelikalen und fundamentalistischen Protestantismus populär wurde, erklärt der amerikanische Politikwissenschaftler Michael Barkun mit den Schwierigkeiten, in die auch dessen Prognosen geraten waren: In dispensationalistischer Interpretation der eschatologischen Texte des Neuen Testaments hatten sie bisher stets die Zunahme internationaler Konflikte vorausgesagt, die sich bis zur Großen Trübsal und zur Weltherrschaft des Antichrist steigern würden. Erst die Wiederkunft Jesu Christi würde diese Schreckenszeit beenden. Im Fokus dieser Konflikte hatte man immer die Sowjetunion und Israel gesehen. Nun aber war die Sowjetunion kein Feind mehr und die Konflikte im Nahen Osten gingen nicht mehr um Israel, sondern den Irak. Die Verschwörungstheorie von der „Neuen Weltordnung“ bot sich an, dieses prophetische Vakuum zu füllen.
Wegen der verbreiteten Verschwörungstheorien kam das Schlagwort der „Neuen Weltordnung“ bei amerikanischen Politikern bald außer Gebrauch.

### Pat Robertson:The New World Order

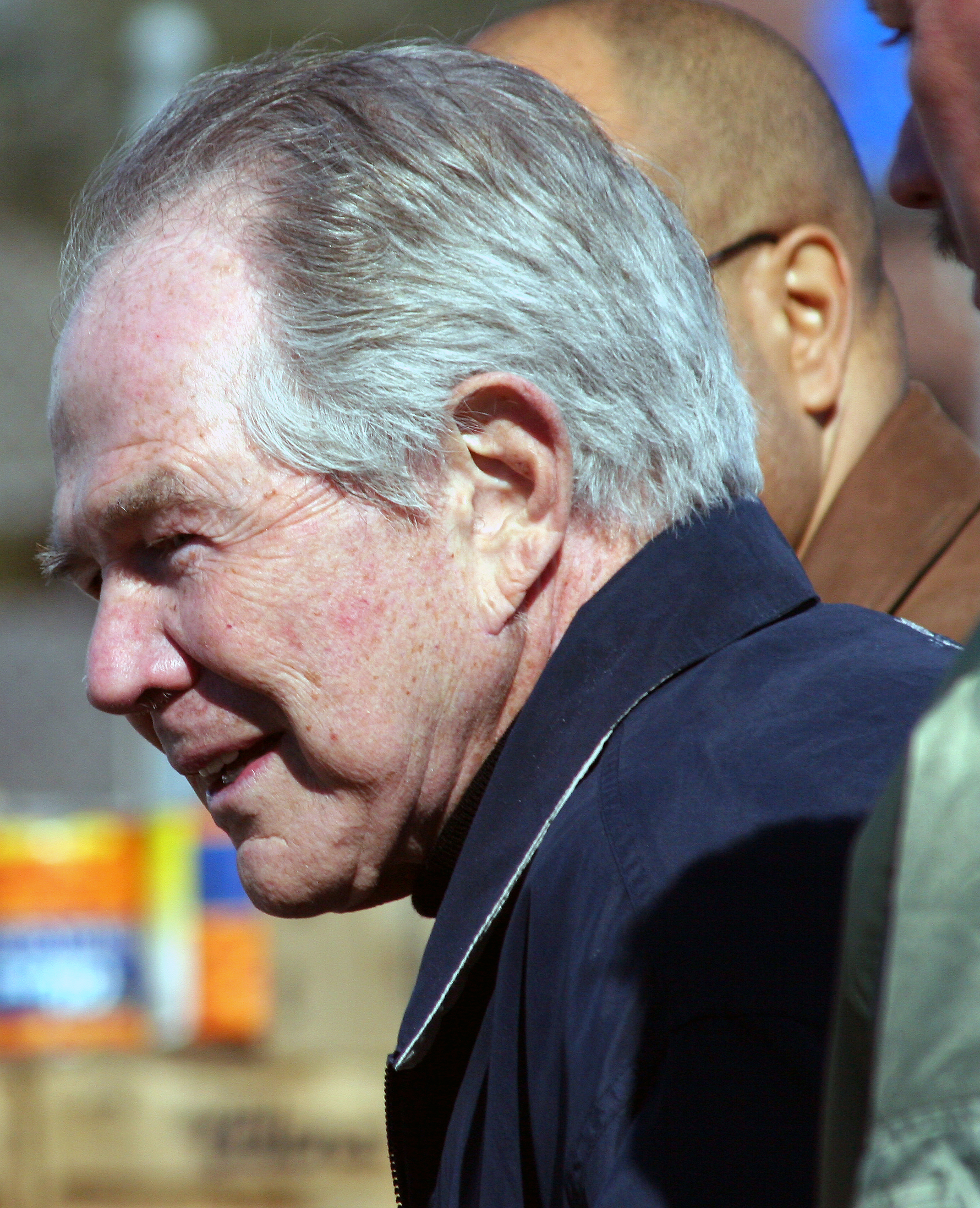
Pat Robertson (2006)

1991 veröffentlichte Pat Robertson (1930–2023), Gründer der evangelikalen Christian Coalition of America, sein Werk The New World Order. Darin sieht er die christlichen USA im Zangengriff zweier Verschwörungen: Zum einen „Money Power“, die Hochfinanz, die – teils aus Habsucht, teils zur Vereinfachung der Verfahrenswege – seit Jahrzehnten eine Diktatur anstrebe: Zu diesem Ziel hätte sie 1865 Präsident Abraham Lincoln ermorden lassen, weil er angeblich Pläne einer zinsfreien Währung verfolgt habe, 1913 den 16. Zusatzartikel zur Verfassung der Vereinigten Staaten durchgesetzt, um eine Einkommensteuer erheben zu können, und im gleichen Jahr das Federal Reserve System errichtet. Die andere Verschwörung ziele auf die Moral der Amerikaner: Hier sieht Robertson Illuminaten, Freimaurer und Anhänger der New-Age-Bewegung am Werk, die „den christlichen Glauben vernichten“ und die Welt „unter die Herrschaft Luzifers“ zu bringen trachteten. Zu diesem Zweck werde von ihnen „eine Weltregierung, eine Weltarmee, eine Weltwirtschaft unter einer britischen Finanzoligarchie und ein Weltdiktator, dem ein Rat von zwölf Getreuen zur Seite steht“, angestrebt. All diese Pläne würden vom Council on Foreign Relations und der Trilateralen Kommission betrieben. Die Vereinigung Europas, der Kollaps des Kommunismus und der Golfkrieg, der das Image der UNO aufbessere, würden alle diesem antichristlichen Ziel dienen. Für die Zukunft prognostiziert Robertson eine Wirtschaftskrise, in der die USA genötigt würden, ihre Souveränität auf die UNO zu übertragen, die einen sozialistischen Weltpräsidenten installieren werde, der nach den Grundsätzen einer Humanitätsreligion statt des Christentums herrsche. Als Beleg für diese angeblich jahrhundertealte Doppelverschwörung verweist Robertson auf das Motto Novus ordo seclorum im Großen Siegel der Vereinigten Staaten, das er als new world order übersetzt. Robertson bewegte sich dabei in den Bahnen älterer Verdächtigungen gegen die Illuminaten und andere Geheimgesellschaften und machte diese über die engen Kreise, in denen dergleichen Verschwörungstheorien bis dahin rezipiert worden waren, auch im amerikanischen Mainstream bekannt. Sein Buch, das auch in seriösen Buchhandlungen und auf Flughäfen zu haben war, wurde mit mehreren hunderttausend verkauften Exemplaren ein Bestseller.

## Verwendung

### In der politischen Rechten
Die John Birch Society erklärte seit 1991, die Globalisierung und der weltweite Abbau von Handelsschranken durch GATT, NAFTA und andere Handelsverträge seien Schritte auf eine „Neue Weltordnung“ hin, in der amerikanische Truppen schließlich nur noch zur Unterdrückung jeglichen Widerstands gegen die globale Superregierung eingesetzt würden. Die Friedenstruppen der Vereinten Nationen seien eine Vorübung für diese künftige Praxis. Ihr Vorsitzender John McManus erklärte 1995:

“The goal is the breakdown of national sovereignty via economics. In the end, unless all of it will be stopped, the ‘new world order’ will emerge and freedom will be a mere memory.”

„Das Ziel ist der Zusammenbruch der nationalen Souveränität via die Wirtschaft. Am Ende wird, wenn das alles nicht gestoppt wird, die ‚neue Weltordnung‘ entstehen, und Freiheit wird nur noch eine Erinnerung sein.“

Bereits 1990 hatte der libertäre Publizist William T. Still (* 1948) eine Version der bekannten anti-illuminatischen Verschwörungstheorie veröffentlicht, nach der Adam Weishaupt die finanziellen Ressourcen für seine Pläne vom jüdischen Bankhaus Rothschild zur Verfügung gestellt bekommen habe, von den Freimaurern aber die Tarnung; dadurch sei es ihm gelungen die Französische Revolution ins Werk zu setzen; in der Gegenwart würden sich die Illuminaten eher internationaler Organisationen wie des Council on Foreign Relations bedienen.
Der christlich-fundamentalistische Prediger Texe Marrs (* 1944) glaubt ebenfalls, die Illuminaten würden eine „Neue Weltordnung“ anstreben, deutet diese aber nicht finanziell, sondern eschatologisch: Die Illuminaten seien der Antichrist, das Tier aus der Offenbarung des Johannes, und würden im Jahr 2000 ihre endzeitliche Herrschaft antreten. Auch der Autor John Coleman, angeblich ein ehemaliger Mitarbeiter des britischen MI6-Geheimdienstes, beschreibt die „Neue Weltordnung“ als Herrschaft des Antichristen. Er sieht eine „überarbeitete Form des internationalen Kommunismus und eine brutale und grausame Diktatur“ heraufziehen, hinter der ein „Komitee der 300“ stecke, das angeblich alle anderen Geheimgesellschaften und Verschwörungen kontrolliere, von Illuminaten, Freimaurern und Rosenkreuzern über die Bilderberg-Konferenz, Skull and Bones und die Thule-Gesellschaft bis hin zu Bolschewisten und Zionisten. Die Vorstellung von den „dreihundert Männern“, die angeblich die Welt kontrollieren, übernahm Coleman von Walter Rathenau, der 1909 in dem Zeitungsartikel Unser Nachwuchs Ähnliches formuliert hatte und seitdem immer wieder von Antisemiten als Kronzeuge für eine angebliche jüdische Weltherrschaft angeführt wird. Coleman erwähnt sehr oft Juden als Diener der satanischen Pläne des „Komitees der 300“: So soll Theodor W. Adorno in seinem Auftrag den Rock and Roll als Mittel der Bewusstseinskontrolle und der Massenbetäubung erfunden haben, der israelische Geheimdienst Mossad könne jedes Land über die jeweils dort ansässige jüdische Minderheit kontrollieren, die Rothschilds seien für zahlreiche Kriege verantwortlich, an denen sie obendrein gut verdienen würden, Henry Kissinger sei der „Hofjude“ des Komitees usw. Damit bedient sich Coleman antisemitischer Klischees wie der angeblich typisch jüdischen Plutokratie, des „jüdischen Bolschewismus“ und der Protokolle der Weisen von Zion, einer Fälschung von 1903, die vorgibt, die Pläne einer jüdischen Weltverschwörung wiederzugeben.
1991 entwickelte der rechtsextreme Radiomoderator Milton William Cooper (1943–2001) in seinem Buch Behold a pale horse eine „Superverschwörungstheorie“, in deren Mittelpunkt – neben den Illuminaten und den Bilderbergern – diesmal Außerirdische stehen, die angeblich seit der Regierungszeit Präsident Eisenhowers in geheimen Verbindungen mit der amerikanischen Regierung stünden. In ihrer „Neuen Weltordnung“ würde die Zahl der lebenden Menschen deutlich verringert, das Wirtschaftswachstum verlangsamt, Fleischkonsum verboten und eine Auswanderung ins All vorbereitet. Ohne diese drastischen Maßnahmen würde ein vollständiger Zusammenbruch der Zivilisation drohen, den Cooper für die Zeit kurz nach dem Jahr 2000 vorhersagte. Bei diesen Phantasien stützte sich Cooper teils auf Dokumente, die er bei seiner Tätigkeit im Geheimdienst eingesehen haben will, teils auf Alternative 3, eine satirische Fernsehsendung aus dem Jahr 1977, die von Ufologen aber für bare Münze genommen wurde. Außerdem führte er die Protokolle der Weisen von Zion als Beleg an, die aber in Wahrheit nicht eine Weltverschwörung von Juden, sondern von Illuminaten beweisen würden.

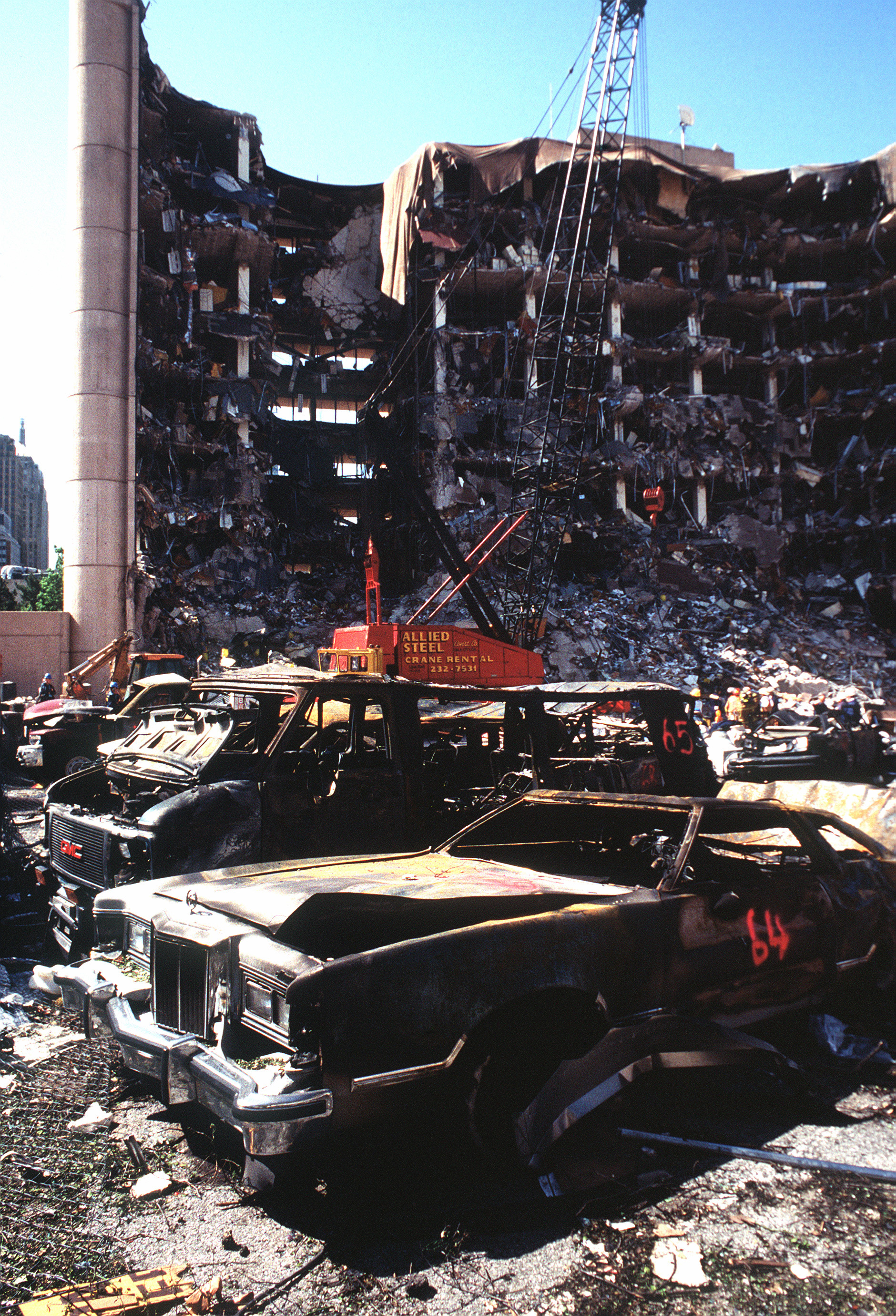
Das Murrah Federal Building in Oklahoma City nach dem Anschlag (21. April 1995)

In der rechtsextremen amerikanischen Milizbewegung wurden diese Verschwörungstheorien zu einem zentralen Ideologem, mit dem die Legitimität der Regierung bestritten wird. Dabei wurde sie radikalisiert, antisemitisch aufgeladen und weitergesponnen. So sehen Anhänger der Milizen nun „die Juden“ als Hauptverschwörer hinter der „Neuen Weltordnung“ und beschimpfen die Bundesregierung als „Zionist Occupied Government“. Angeblich planten die Verschwörer, die Hälfte der Weltbevölkerung durch Kriege und Seuchen auszurotten, um die andere Hälfte zu versklaven. Kennzeichnungen an Highways werden als geheime Hinweise für Invasionstruppen gedeutet, die Federal Emergency Management Agency, eine Bundesbehörde für Katastrophenschutz, sei ein Deckmantel für geplante Konzentrationslager, in die „Patrioten“ eingeliefert würden, die der neuen Weltregierung den Gehorsam verweigerten, und die ungekennzeichneten „schwarzen Hubschrauber“, die wiederholt gesichtet worden seien, gehörten angeblich der UNO und bereiteten deren militärische Machtergreifung vor. 1996 verspottete der Generalsekretär der Vereinten Nationen Boutros Boutros-Ghali öffentlich den Mythos von den schwarzen Hubschraubern, als er bei seiner Rückkehr aus dem Urlaub erklärte, Ferien seien eigentlich langweilig:

„Es ist viel lustiger, hier [in New York] zu arbeiten, Reformen zu verhindern, in meinen schwarzen Hubschraubern zu fliegen und eine Weltsteuer einzuführen.“

Die missglückten Erstürmungen der Ruby Ridge im August 1992 und der Siedlung der Branch Davidians in Waco, Texas, am 19. April 1993 durch Bundesbehörden sowie die Verschärfung der Waffengesetze etwa durch die Brady Bill 1994 wurden als Beweise für die Pläne der Regierung in Washington gewertet, die „Neue Weltordnung“ durchzusetzen, und verschafften den Milizen eine große Anhängerschaft. Die Ideologie, wonach sich die wahren, christlichen Patrioten gegen diese antichristliche, international gelenkte Verschwörung verteidigen müssten, stand auch hinter dem Terroranschlag von Oklahoma City 1995, den der Bombenleger Timothy McVeigh absichtlich auf den Jahrestag der Tragödie von Waco legte. Ein weiterer von der Verschwörungstheorie der „Neuen Weltordnung“ inspirierter Terroranschlag konnte im Jahr darauf verhindert werden: Sieben Mitglieder der West Virginia Mountaineer Militia hatten vor, das Gebäude der Criminal Justice Information Services Division des FBI in Clarksburg (West Virginia) zu sprengen, das sie für ein Befehlszentrum der „Neuen Weltordnung“ hielten. Sie wurden am 8. Oktober 1996 verhaftet.

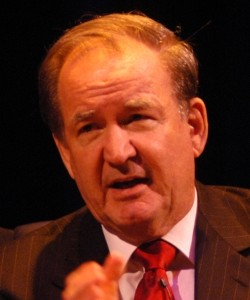
Pat Buchanan (2004)

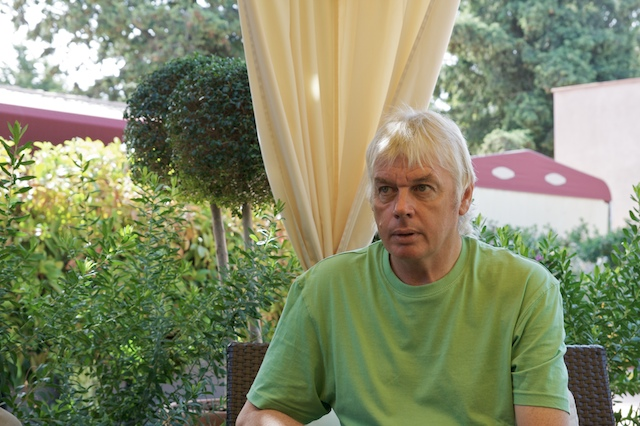
David Icke (2008)

Der paläokonservative Pat Buchanan (* 1938), der sich 1992 und 1996 vergeblich um eine Nominierung als Präsidentschaftskandidat der Republikanischen Partei beworben hatte, hielt die protektionistische Parole „America First“ gegen Bushs „Neue Weltordnung“. Dieser Begriff ist für ihn eine Chiffre für alles Negative in der amerikanischen Politik: Offene Grenzen, illegale Einwanderung, Waffengesetze, Homosexualität, Abtreibung usw. Multilaterale Abkommen wie NAFTA oder der Vertrag von Maastricht stellen seines Erachtens die „Architektur der Neuen Weltordnung“ dar. 1998 bezichtigte er das Council on Foreign Relations, die Trilaterale Kommission und die Bilderberger, sich der „tief un-amerikanischen“ Agenda von Freihandel, Abrüstung und Weltregierung verschrieben zu haben.
Der gleichfalls paläokonservative Radiomoderator Alex Jones (* 1974), der für die deutsche Ausgabe von Colemans antisemitischem Werk Das Komitee der 300 ein Interview beisteuerte, verbreitet in seinen Sendungen, auf DVDs und über Webseiten wie infowars.com die Verschwörungstheorie von der „Neuen Weltordnung“. Diese wird von ihm und den Gästen in seinen Sendungen als narrativer Rahmen genutzt, in den sie andere Verschwörungstheorien, etwa zu den Anschlägen vom 11. September 2001, einbetten. Die Anschläge auf die Zwillingstürme erscheinen so als Werk der Illuminati oder gieriger Geldbarone, die dadurch die „Neue Weltordnung“ herbeiführen oder aufrechterhalten wollten. Dem gleichen Ziel würden nach Jones’ Behauptungen die Wahl Barack Obamas und die angeblich absichtsvoll herbeigeführte Finanzkrise von 2008 dienen. Wie einige andere Verschwörungstheoretiker auch schwankt Jones bei der Beantwortung der Frage, ob die Machtübernahme der Verschwörer unmittelbar bevorstehe oder bereits eingetreten sei.
In der Verschwörungstheorie des britischen Rechtsesoterikers David Icke (* 1952) sind es vampirische und reptiloide Außerirdische aus dem Sternbild des Drachen, die die Menschheit in einer „Neuen Weltordnung“ versklaven wollen und zu diesem Zweck Satanismus und Kindesmissbrauch praktizieren. Icke stützt sich unter anderem auf Veröffentlichungen von Cooper und dem Prä-Astronautiker Zecharia Sitchin (1920–2010), persönliche Erfahrung und Channeling sowie ebenfalls auf die Protokolle der Weisen von Zion.
Unter Deutschlands Rechtsradikalen kursieren gleichfalls Verschwörungstheorien über eine „Neue Weltordnung“. In seinem Bestseller Geheimgesellschaften und ihre Macht im 20. Jahrhundert von 1993 unterstellt der Rechtsesoteriker Jan Udo Holey (* 1967) den Illuminati, die er als jüdisch geführte Teufelsanbeter darstellt, sie wollten die eine „Neue Weltordnung“ errichten. Zu diesem Zweck würden sie einen Dritten Weltkrieg vorbereiten. Holey zitiert wie Cooper und Icke ausgiebig die Protokolle der Weisen von Zion. Gegenwärtig polemisiert die NPD gegen „die ‚neue Weltordnung’ der US-Ostküste“ (eine Anspielung auf die vielen reichen Juden, die angeblich dort leben) und deren vermeintliche Weltherrschaftspläne.
Im Frühjahr 2020 wurde im Zuge der Proteste gegen Coronaschutzmaßnahmen 2020 verbreitet, die Pandemie sei nur ein Vorwand, um die Neue Weltordnung zu etablieren. Das Corona-Virus gäbe es in Wahrheit gar nicht. Der Verschwörungstheoretiker Attila Hildmann nannte den 15. Mai als Termin für die Machtübernahme. Der Autor Ullrich Mies schrieb in der Querdenker-Zeitschrift Demokratischer Widerstand, die Pandemie sei nur eine Inszenierung „transnationaler ‚Eliten‘-Faschisten“, um die „New World Order“ zu erreichen.
In den Verschwörungstheorien um QAnon, einen angeblichen Insider der Trump-Administration, wurde ein Befreiungsschlag gegen die „alten Eliten“ bzw. den „Tiefen Staat“ angekündigt, die angeblich die Normalbürger in einer „neuen Weltordnung“ ausrotten, zum Zwecke eines „Großen Austauschs“ ethnisch verfolgen oder versklaven wollten. Ähnliches verbreitet der deutsche Journalist Peter Orzechowski: Eine COVID-19-Pandemie habe es in Deutschland nie gegeben: Alle entsprechenden Maßnahmen, nicht zuletzt das Infektionsschutzgesetz von 2020, das er mit dem Ermächtigungsgesetz der Nationalsozialisten gleichsetzt, hätten zum Ziel eine „flächendeckende Überwachung und Kontrolle, Zwangsimpfung, ein[en] komplette[n] Neustart der Wirtschaft und als Endziel eine Neue Weltordnung mit einer von den globalen Konzernen gesteuerten Weltregierung“. Laut dem Psychologen Jan-Gerrit Keil wähnen sowohl Impfgegner als auch QAnon-Anhänger und Reichsbürger in typischen Assoziativketten hinter den von ihnen jeweils angenommenen Ereignis- und Systemverschwörungen (Chemtrails, die Bundesrepublik sei nur eine GmbH, beim Impfen werde einem ein Chip implantiert, Umvolkung usw.) die Superverschwörung einer „Neuen Weltordnung“.

### In der politischen Linken

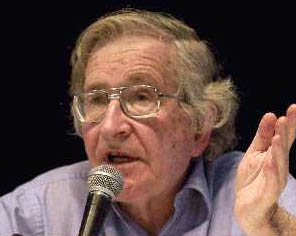
Noam Chomsky (2004)

Auch in der politischen Linken wurde das Schlagwort aufgegriffen – jedoch im Sinne einer erweiterten US-Hegemonialmacht. Der amerikanische Linguist und politische Aktivist Noam Chomsky (* 1928) schrieb 1992:

“The Gulf War has torn aside the veil covering the post Cold War era. It has revealed a world in which the United States enjoys unchallenged military supremacy and is prepared to exploit this advantage ruthlessly. The new world order (in which the New World gives the orders) has arrived.”

„Der Golfkrieg hat den Schleier von der Ära des Kalten Krieges weggerissen. Er hat eine Welt offenbart, in der die Vereinigten Staaten unangefochten die militärische Oberhoheit genießen und bereit sind, diesen Vorteil rücksichtslos auszunutzen. Die Neue Weltordnung (in der die Neue Welt die Order gibt) ist da.“

Auch in anderen Werken greift Chomsky den Begriff auf, so etwa in World Orders Old and New (1994), in dem er der westlichen Welt und insbesondere den USA Imperialismus und eine immer brutalere soziale Spaltung zwischen Arm und Reich vorwirft.
Über die Einordnung einer solchen Kritik an einer „Neuen Weltordnung“, verstanden als amerikanische Hegemonie und sich als alternativlos darstellender Neoliberalismus, gibt es keinen Konsens. Der den Republikanern nahestehende amerikanische Politologe Daniel Pipes beschreibt Chomskys Gegenwartsanalysen als „Verschwörungstheorie […], die der US-Regierung an praktisch sämtlichen Mißständen der Welt die Schuld gibt“, wobei diese als im Auftrag der Großindustrie handelnd imaginiert werde. Der britische Aktivist Milan Rai dagegen verteidigt Chomsky gegen diese Einordnung. Der britische Kulturwissenschaftler Alasdair Spark nimmt eine vermittelnde Stellung ein: Seines Erachtens verkürzt der Vorwurf Chomskys Argumentation, andererseits sieht er eine „totalisierende Tendenz“ in seinen politischen Schriften, in der keinerlei positive Aspekte an den USA mehr erkennbar blieben; auch seine Verarbeitung großer Mengen von Detailinformationen zu einem einzigen Narrativ sei eine typische Methode von Verschwörungstheoretikern. Spark verweist zudem auf die globalisierungskritischen Demonstrationen gegen die Ministerkonferenz der Wirtschafts- und Handelsminister der WTO in Seattle 1999, als sowohl Linke als auch Rechte wie zum Beispiel Pat Buchanan gegen die „Neue Weltordnung“ protestierten.